# Cratone Yilgarn
Il cratone Yilgarn costituisce la gran parte della massa territoriale dell'Australia Occidentale.
È legata da un misto di bacini sedimentari e falde del Proterozoico. Grani di zircone delle Jack Hills sono stati datati come antichi di 4,27 miliardi di anni, mentre un altro detrito di zircone è stato classificato come risalente a 4,4 miliardi di anni fa .
Il cratone pare essersi formato in un'era risalente a circa ~2,94 e 2,63 miliardi di anni fa dalla concrezione di una moltitudine di blocchi già presenti o terrane di preesistente crosta continentale, formatasi prevalentemente fra 2,8 e 3,2 miliardi di anni fa.